# Castéra-Bouzet
Castéra-Bouzet település Franciaországban, Tarn-et-Garonne megyében. Lakosainak száma 122 fő (2022. január 1.). Castéra-Bouzet Asques, Bardigues, Lavit, Mansonville, Puygaillard-de-Lomagne, Saint-Jean-du-Bouzet és Saint-Michel községekkel határos.

## Népesség
A település népessége az elmúlt években az alábbi módon változott:
| Lakosok száma | 116  | 114  | 109  | 108  | 108  | 107  | 114  | 122  |
|               | 2013 | 2015 | 2017 | 2018 | 2019 | 2020 | 2021 | 2022 |